# 17768 Тайгерлілі
17768 Тайгерлілі (17768 Tigerlily) — астероїд головного поясу, відкритий 3 березня 1998 року.
Тіссеранів параметр щодо Юпітера — 3,230.